# نغازي ميرونتسي
نادي نغازي ميرونتسي هو نادي كرة قدم من جزر القمر ينتمي لمدينة ميرونتسي بجزيرة أنجوان، جزر القمر. يلعب حاليًا في دوري جزر القمر الممتاز.

## الإنجازات
- كأس جزر القمر

البطولة (1): 2017

## المشاركات في البطولات الخارجية
- كأس الكونفيدرالية الأفريقية: مشاركة واحدة

2018 – الدور التمهيدي
- البطولة العربية للأندية: مشاركة واحدة

2018–19 – الدور التمهيدي الأول

## روابط خارجية
- صفحة الفايسبوك